# Tacna
Tacna − miasto w południowym Peru, w Andach, ośrodek administracyjny regionu Tacna. Około 265 tys. mieszkańców.
W mieście rozwinął się przemysł spożywczy oraz skórzany. Znajduje się tu również port lotniczy.

## Sport
- Coronel Bolognesi

## Miasta partnerskie
- Ambato
- Arequipa
- Arica
- Iquique
- La Paz
- Lima
- Mendoza
- Puno